# Chelicerca inbio
Chelicerca inbio is een insectensoort uit de familie Anisembiidae, die tot de orde webspinners (Embioptera) behoort. De soort komt voor in Costa Rica.
Chelicerca inbio is voor het eerst wetenschappelijk beschreven door Ross in 2003.